# Лён (радиостанция)
«Лён» (1Р21) — комплекс возимых (1Р21В) и стационарных (1Р21С) ультракоротковолновых радиостанций гражданского назначения, для сетей оперативно-диспетчерской радиосвязи. Разработана в 1970-х годах совместной конструкторской группой СССР и НРБ. Относится к аппаратуре связи третьего поколения, пришла на смену комплексам связи аналогичного класса 2-го поколения «Гранит-М» и «Вилия». Выпущено свыше миллиона радиостанций «Лён» различных модификаций, большая часть из них применялась в сельском хозяйстве СССР, поставлялись также в страны СЭВ и на Кубу.

## История разработки
В 1973 году между Министерством радиопромышленности СССР и Министерством электроники и электротехники Народной Республики Болгария (НРБ) было подписано «Соглашение о создании совместного Конструктората из специалистов СССР и НРБ». Целью соглашения была координация работ в создании радиотехнической аппаратуры для сельского хозяйства и других отраслей двух стран. Возглавил конструкторат К.Я. Петров,  директор Воронежского НИИ связи, его заместителями стали — И.И. Дежурный, сотрудник ВНИИС, и К. Крыстанов от Народной Республики Болгария.
«Лен» стал первым детищем совместного конструкториата. Первоначальный вариант разрабатывался болгарской и советской группами отдельно. В ходе заседания в Молодечно было решено принять советский вариант, так как он имел унифицированно-блочную конструкцию и позволял при изменении схемных решений стандартных блоков создавать радиостанции с различными функциональными и эксплуатационными возможностями, что было реализовано и в других радиостанциях серий «Маяк» (150 МГц), «Заря» (330 МГц), АРС «Алтай». Главными конструкторами радиостанции «Лён» стали Кузьмин В. М., с советской стороны и Петр Хинков (LZ1LEN) с болгарской, заместители — Фомин О. Д.,  Давидов Л. В. (СССР), Н. Люцканов (НРБ). Все последующие технические решения обсуждались и утверждались на периодически проходивших совместных совещаниях.
Для своего времени «Лен» отличался небольшими габаритами, весом, экономичностью и хорошими эксплуатационными параметрами, был полностью выполнен на транзисторах и интегральных микросхемах и в минимальной комплектации представлял собой моноблочную конструкцию к которой подключалась только внешняя антенна, в отличие от радиостанций предыдущих поколений («Гранит-М», «Вилия»), состоявших из нескольких блоков, соединенных многожильными кабелями. При этом приёмопередатчик «Лён» занимал столько же места, сколько один пульт управления прежних радиостанций.
В 1975 году впервые экспонировался на международной выставке «Связь-75». В 1977 году прошли испытания «Льна» в колхозе «Россия» Краснодарского края, где стационарная диспетчерская радиостанция с антенной на 25-метровой мачте обеспечивала связь в радиусе 70 км, еще 20 радиостанций располагались на подвижных объектах. Дневной пробег председательского автомобиля сразу сократился с 300—500 км, до 50—70 км, а сам председатель колхоза Майстренко, первоначально противившийся проведению испытаний, заявил, что «аппаратуру никому не отдаст», и заказал еще 30 комплектов на всю технику предприятия.
Серийное производство началось на заводах «Спутник» в Молодечно («Лен-М») и «Михаил Антонов» в г. Гоце-Делчев («Лен-Б»), позднее на воронежском заводе «Электросигнал» («Лен-В»). Годовой выпуск составлял от 35 до 70 тысяч штук, всего было выпущено свыше 1 млн. радиостанций всех модификаций. По техзаданию советской стороны в Болгарии был разработан также испытательный комплекс «Лен-сервис» для диагностики и ремонта радиостанций в лабораториях и в полевых условиях, который размещался в чемодане. Впоследствии болгарскими специалистами был создан «Лен-ИВ» — 6-канальная радиостанция диапазона 40 МГц с дополнительными блоками расширения эксплуатационных возможностей (построение транкинговой сети с автоматическим выходом в АТС, избирательным вызовом абонентов, ретрансляцией, дистанционным управлением и т. п.), а также, по техзаданию советской стороны, разрабатывалась аппаратура системы связи МПС серии «Транспорт» и др.
Разработчики были отмечены государственными наградами Народной Республики Болгария. Значками «Отличник Министерства машиностроения и электроники» награждены сотрудники ВНИИС К.Я. Петров, И.И. Дежурный, В.М. Кузьмин, О.Д. Фомин, В.И. Зубков, И.И. Лукин, А.А.  Башкирцев, И.М. Кузнецов, А.С. Бабенко.

В народном хозяйстве радиостанции «Лён» применялись очень широко, нередко работали в одной сети с радиостанциями «Гранит» и «Вилия». Устанавливались на автомобили, тракторы, тягачи, дорожную технику, спецтранспорт. Помимо сельского хозяйства его использовали строители, пожарная служба, скорая помощь, лесная промышленность и др. Кроме стран СЭВ, поставлялся также на Кубу, где использовался в сельском хозяйстве на сахарных плантациях и показал хорошую надежность в условиях тропиков.
В 1983 году в прошли советско-болгарские государственные испытания радиостанции «Лен-160», которая имела диапазон 136-174МГц и была несовместима с предыдущей линейкой семейства, использующей диапазон 33-57,5 МГц. «Лен-160» применялся как поездная радиостанция на железнодорожном транспорте.
Радиостанции «Лён» выпускались примерно до середины 1990-х, затем стали активно вытесняться с рынка импортными радиостанциями «Си-Би» (25.6–30.1 МГц) и «Low Band» (33–50 МГц) диапазонов. Особенно быстро отказались от одноканальных модификаций, из-за их взаимной несовместимости. Тем не менее, благодаря своей надежности и хорошей ремонтопригодности, многоканальные «Льны» с синтезатором частоты можно встретить на транспорте и в настоящее время.

## Технические характеристики
- Один или несколько каналов в диапазоне частот — 33-46 МГц или 57-57,5 МГц.
- Выходная мощность передатчика — 8 - 9,9 Вт (Лeн-Б), 10,5 ± 2,5 Вт (Лeн-В).
- Режимы работы — телефон с частотной модуляцией.
- Чувствительность приёмника — 1,2 мкВ.
- Дальность связи с однотипной радиостанцией в условиях слабопересеченной местности:
  - между подвижными радиостанциями — 15 км;
  - подвижная - стационарная радиостанция — не менее 30 км;
- Источник питания — 10,7 - 14,5 В автомобильный аккумулятор или сетевой блок питания.
- Габариты приёмопередатчика — 266×246,5×56 мм.
- Масса приёмопередатчика — 3,5 кг.

Как правило, абонентские радиостанции в сетях до 20 корреспондентов имели один частотный канал, который выделялся Государственной инспекцией электросвязи СССР по заявке потребителя и «зашивался» на заводе в процессе производства. При малой загруженности эфира 1970-х годов, этого было вполне достаточно. Реже, при большом количестве корреспондентов, использовались радиостанции на несколько каналов. Первоначально рабочая частота (канал) задавалась одним или несколькими переключаемыми кварцевыми генераторами, позднее появились многоканальные модификации радиостанций с синтезаторами частот.

#### Комплект поставки (Лен-Б)
- Радиостанция (блок приемопередатчика)
- Внешний громкоговоритель с встроенным УНЧ
- Антенна автомобильная или стационарная
- Выпрямитель стабилизированный ТСТ 12-3 или ТСТ 12-5
- Комплект запасных предохранителей, кабелей и крепежных элементов
- Документация

## Модификации

#### 33-46 МГц, 57-57,5 МГц
Лен-Б - возимая и стационарная с сетевым блоком питания ТСТ 12-3.

Лён-В и Лён-М
- 1Р21В-3 - возимая.
- 1Р21С-4 - стационарная с сетевым блоком питания.
- 1Р21С-5 - стационарная диспетчерская с сетевым блоком питания и настольным диспетчерским пультом.[6][7]

Лен-ИВ - 6-канальная радиостанция с расширенными эксплуатационными возможностями (транкинговая сеть с выходом в АТС, избирательный вызов, ретрансляция, дистанционное управление).

Лён-БМ - многоканальная радиостанция с синтезатором частот.

#### 136-174МГц
Лен-160 (Лен-Б160) - многоканальная радиостанция с синтезатором частот диапазона 136МГц до 174МГц. Применяется на железных дорогах в комплексе связи «Транспорт».
Представлены только основные модификации. Поздние модели имели большое количество видов исполнения, отличающихся конструктивными и схемными решениями, дизайном. Это отражалось в дополнительных цифрах и буквах обозначения по ГОСТ 12252-77, ГОСТ 12252-86. Корпуса приемопередатчиков всех радиостанций были стандартными.